# Lista över länsvägar i Kalmar län
Detta är en lista över länsvägar i Kalmar län. 
Numren på de övriga länsvägarna (500 och uppåt) är unika per län, vilket innebär att vägar i olika län kan ha samma nummer. För att hålla isär dem sätts länsbokstaven framför numret.
Rv är för riksvägar. Länsvägar inom länet, även primära, redovisas här utan H.

## Primära länsvägar 100–499
| Väg | Sträckning |
| --- | --- |
| 120 | (Tingsryd - ) Kronobergs läns gräns vid Flaken - tpl. Emmaboda (28) - Örsjö (25) |
| 125 | Kalmar - (tpl Lindsdal) (E22) - Åby k:a (595) - Bäckebo (603) - Knivingaryd (574) - Grönskåra (655, 661) - Fagerhult (37) - Kronobergs läns gräns vid Dalen ( - Vetlanda)                                                                                                 |
| 129 | (Mariannelund - ) Jönköpings läns gräns vid Stenkulla - Slätten (23,34) ( - Hultsfred) |
| 130 | Torsås (504) - Söderåkra (524) - Söderåkra k:a (570)Torsås (504) - Söderåkra (524) - Söderåkra k:a (570) |
| 135 | (Kisa - ) Östergötlands läns gräns vid Vårdslunda - Odensviholm (844) – Stångeland (35) – tpl Gamleby N (E22) – Gamleby (867) |
| 136 | Ottenby - Grönhögen - Degerhamn - Bengtstorp jämte anslutningsväg 136.01 till Mörbylånga - Björnhovda - tpl Algutsrum (137) - Borgholm jämte anslutningsvägar 136.03 och 136.04 till Borgholms centrum - Högby – Böda - Byxelkrok - Nabbelund (färjeläget) jämte vändplan |
| 137 | Kalmar (tpl Ölandsleden) (E22) - Kalmar (tpl Tallhagen) - Öland (tpl Färjestaden) (958) - tpl Algutsrum (136) |
| 213 | Björnsholm (E22) - Lofta k:a (867) - Loftahammar (874) – Aleglo (875) - Källvik |

## 500–599
- Länsväg H 500: Blekinge läns gräns vid Ulvsmåla (– Eringsboda, K 688) – Pellamåla (501) – Nyttorp (520)
- Länsväg H 501: Blekinge läns gräns vid Ö. Kalven (– Holmsjö, K 689) – Pellamåla (500) – Strängsmåla (520)
- Länsväg H 502: väg till Vissefjärda kyrka (520)
- Länsväg H 503: väg till Vissefjärda järnvägsstation (520)
- Länsväg H 504: Klättorp (Rv28) – Muggetorp (505) – Petamåla (506) – Gullabo kyrka (507) – Gullaboås (510) – Bidalite (511) – Ilingetorp (522) – Torsås (130, 513, 518) – Bergkvara (E22)
- Länsväg H 505: Blekinge läns gräns vid Parismåla (– Ledja, K 695) – Muggetorp (504)
- Länsväg H 506: Blekinge läns gräns vid Flaken (– Ledja, K 729) – Lybäcksholm – Petamåla (504)
- Länsväg H 507: Gullabo kyrka (504) – Karsjö (522) – Påryd (521, 520)
- Länsväg H 508: Ugglebo (551) – Påryd (520)
- Länsväg H 509: Strängsmåla (520) – Långasjö (120)
- Länsväg H 509.01: grenväg mot Rävemåla (120)
- Länsväg H 510: Blekinge läns gräns vid Rörsmåla (– Nävragöl, K 732) – Fagerhyltan – Gullaboås (504)
- Länsväg H 511: Blekinge läns gräns vid Brunsmo (– Fjärdsjömåla, K 733) – Strömsberg – Bidalite (504)
- Länsväg H 512: Blekinge läns gräns vid Bröms (K 763) – Lökaryd (E22)
- Länsväg H 513: Blekinge läns gräns vid Flyeryd (– Flyeryd, K 725) – Juanslycke (515) – Getnabo (517) – Torsås (504)
- Länsväg H 514: Getnabo (517) – Dynekärr (518) – Bergkvara (E22)
- Länsväg H 515: Blekinge läns gräns vid Ulvasjömåla (– Kättilsmåla, K 735) – Slätafly – Juanslycke (513)
- Länsväg H 516: Blekinge läns gräns vid Brömsebro (K 759) – Brömsebro (517) – N Brömsebro (E22) – Blekinge läns gräns vid Björkelycke (K 749)
- Länsväg H 517: Brömsebro (516) – Getnabo (514, 513)
- Länsväg H 518: Gata (E22) – Norra Tång – Dynekärr (514) – Torsås (504)
- Länsväg H 520: Råamåla (120) – Strängsmåla (501) – Nyttorp (500) – Vissefjärda (502, 503) – Fiddekulla (Rv28) – Ugglebo (551) – Påryd (507, 524, 508, 528) – Runtorp (553) – Tvärskog (561, 558) – trafikplats Ljungbyholm (E22, 570)
- Länsväg H 521: Strömby (522) – Påryd (507)
- Länsväg H 522: Karsjö (507) – Strömby (521) – Hulebäck (525) – Illingetorp (504)
- Länsväg H 524: Söderåkra (130) – Ryd (525) – Påryd (520)
- Länsväg H 525: Hulebäck (522) – Ryd (524)
- Länsväg H 527: Kärrabo (E22) – Bergkvara hamn – Bergkvara (E22)
- Länsväg H 528: Påryd (520) – Idehult (553) – Applerum (533) – Väntorp (561) – Vassmolösa (564, 570)
- Länsväg H 530: Söderåkra (570) – Djursviks hamn
- Länsväg H 531: trafikplats Halltorp (E22) – Halltorp (539, 540) – Värnanäs (570)
- Länsväg H 532: Igelösa (570) – Ekenäs hamn
- Länsväg H 533: Igelösa (570) – Voxtorp (539, 539) – Resby (540) – Skällby (534) – Applerum (528)
- Länsväg H 534: Skällby (533) – Arby – Vallby (539) – Hagby (570)
- Länsväg H 535: Loverslund (570) – Kolboda hamn
- Länsväg H 536: väg genom Halltorp (539 – 539)
- Länsväg H 539: Norra Söderåkra (570) – Halltorp (536, 540, 531) – Voxtorp (533) – Vallby (534) – Yxneberga (570)
- Länsväg H 540: Halltorp (539) – Olsbo – Resby (533)
- Länsväg H 541: Emmabo – Skuteryd (120)
- Länsväg H 543: Örsjö (Rv25, 544) – trafikplats Nybro Västra (Rv25, 552)
- Länsväg H 544: Orrabäck (120, 545) – Örsjö (543)
- Länsväg H 545: Getasjökvarn (Rv28) – Orrabäck (120)
- Länsväg H 546: Kopparfly (Rv25) – Hermanstorp (547)
- Länsväg H 547: Eriksmåla (Rv28) – Åfors – Fiskesjö (1014) – Hermanstorp (1015, 546) – Madesjö kyrka (Rv25.03)
- Länsväg H 549: väg till Hossmo kyrka (E22)
- Länsväg H 550: Eskilsryd (120) – Alsjöholm (551, 551.01) – Lillaverke (552) – Stensborg (555) – Betekulla (553) – Riskastet (558)
- Länsväg H 551: Ugglebo (520, 508) – Alsjöholm (550)
- Länsväg H 552: Lillaverke (550) – Svalehult – trafikplats Nybro Västra (Rv25, 543)
- Länsväg H 553: Idehult (528) – Runtorp (520) – Betekulla (550)
- Länsväg H 555: Stensborg (550) – Högebo (558)
- Länsväg H 556: S:t Sigfrid (557) – Västrakulla (Rv25)
- Länsväg H 557: Kyrkeryd (558) – S:t Sigfrid (556, 560) – Gräsmo (Rv25)
- Länsväg H 558: Tvärskog (520) – Riskastet (550) – Högebo (555) – Källebäck (560) – Kyrkeryd (557) – Smedstorp (Rv25)
- Länsväg H 560: Källebäck (558) – S:t Sigfrid (557)
- Länsväg H 561: Väntorp (528) – Mortorp (562) – Tvärskog (520)
- Länsväg H 562: väg till Mortorps kyrka (561)
- Länsväg H 563: Kolsbygd (Rv31) – Flygsfors (571)
- Länsväg H 564: förbindelseväg vid Vassmolösa (528 – 570)
- Länsväg H 565: Ljungbyholm (570, 568) – Harby (578)
- Länsväg H 568: Ljungbyholm (565) – Smedby (585)
- Länsväg H 570: Påboda (E22) – Södra Söderåkra (530) – Söderåkra (130) – cirkulationsplats N Söderåkra 130) – trafikplats Söderåkra (E22) – Norra Söderåkra (539) – Värnanäs (531) – Igelösa (532, 533) – Hagby (535, 534) – Yxneberga (539) – Vassmolösa (528, 564) – trafikplats Ljungbyholm (E22, 520) – Ljungbyholm (565) – Hossmo (E22)
- Länsväg H 571: Orrefors (Rv31, 1021) – Flygsfors (563) – Gadderås (572)
- Länsväg H 572: Rismåla (Rv31) – Ljusaberg (573) – Gadderås (571) – Sigislaryd
- Länsväg H 573: Brånahult (Rv31) – Ljusaberg (572) – Flerohopp (591, 591) – Skårebo (574) – Räggekulla (576) – Kristvallabrunn (575) – Röstorp (579) – Trekanten (578)
- Länsväg H 574: Nybro (Rv31, 575) – Skårebo (573) – Slättingebygd (634) – Knivingaryd (125). Genomfart Nybro: Långgatan, Fabriksgatan
- Länsväg H 575: Nybro (574, Rv31) – Kristvallabrunn (573) – Skrivaregärde (577) – Sporsjö (580) – Förlösa (579). Genomfart Nybro: Långgatan, Fabriksgatan
- Länsväg H 576: Räggekulla (573) – Östingstorp (577) – Tokebo (125)
- Länsväg H 577: Skrivaregärde (575) – Östingstorp (576)
- Länsväg H 578: Gräsmo (Rv25) – Trekanten (573) – Harby (565)
- Länsväg H 579: Röstorp (573) – Mossebo – Förlösa kyrka (575) – v Lindsdal
- Länsväg H 580: Sporsjö (575) – Åby kyrka (125)
- Länsväg H 582: Smedby (585) – Kläckeberga kyrka – Västerslät
- Länsväg H 585: Smedby (568) – Tingby (Rv25)
- Länsväg H 586: N Lindsdal – trafikplats Lindsdal (125, E22)
- Länsväg H 591: väg genom Flerohopps brukssamhälle (573 – 573)
- Länsväg H 592: trafikplats Rockneby (E22, 596) – Drag – Revsudden
- Länsväg H 593: väg till Pataholm (602)
- Länsväg H 594: Strömsrum (602) – Ingemåla (627)
- Länsväg H 595: Åby kyrka (125) – trafikplats Rockneby (E22, 592, 596)
- Länsväg H 596: trafikplats Rockneby (E22, 592, 595) – Ryssby kyrka (597) – Rugstorp (603) – Älmhult (618)
- Länsväg H 597: Ryssby kyrka (596) – Brogården (E22)

## 600–699
- Länsväg H 601: Åbro – Haraldsmåla (E22) – Pataholm (602)
- Länsväg H 602: Kåremo (E22) – Pataholm (601, 593) – Strömsrum (574) – Ålem (E22)
- Länsväg H 603: Balebo (125) – Rugstorp (596) – Häggemåla – Ålem (Rv34)
- Länsväg H 607: Kronobergs läns gräns vid Skedsbygd (– Fröseke, G 952) – Alsterbro (125)
- Länsväg H 609: Kronobergs läns gräns vid Barkebo (– Alstermo, G 950) – Skoghult (125)
- Länsväg H 612: Kråksmåla (125) – Allgunnen (618) – Sinnerbo (616) – Staby (Rv34)
- Länsväg H 612.01: grenväg mot Skoghult (125)
- Länsväg H 612.02: grenväg mot Ruda (Rv34)
- Länsväg H 616: Trändebro (655) – Bjärshult – Sinnerbo (612) – Ruda (Rv34)
- Länsväg H 618: Allgunnen (612) – Älmhult (596, 619) – Hornsö (621) – Sandbäckshult (Rv34)
- Länsväg H 619: Älmhult (618) – Hultsnäs – Långemåla (Rv34)
- Länsväg H 621: Hornsö (618) – Värlebo (Rv34)
- Länsväg H 622: Värlebo (Rv34) – Örnebäck (641)
- Länsväg H 627: Ristomta (E22) – Ålems kyrka – Ingemåla (594) – Timmernabben – Oknebäck (E22)
- Länsväg H 628: Blomstermåla (Rv34) – Tålebo – Oknebäck (E22)
- Länsväg H 630: Älgerum (E22) – Karlsberg – Habbestorp (641)
- Länsväg H 632: Älgerum (E22) – Mönsterås (633, E22). Genomfart Mönsterås: Älgerumsvägen, Södra Tingsgatan, Sjögatan, Storgatan
- Länsväg H 633: Mönsterås (632) – Nynäs (635). Genomfart Mönsterås: Kuggåsvägen
- Länsväg H 634: Slättingebygd (574) – Balebo (125)
- Länsväg H 635: Stubbemåla (E22) – Nynäs (633) – Oknöström
- Länsväg H 640: Hammarglo (643) – Ödängla
- Länsväg H 641: Ruda (Rv34) – Fliseryd (646, 648, 622) – Habbestorp (630) – Mönsterås (E22)
- Länsväg H 642: Bo (E22) – Emsfors (E22) – Påskallavik (653) – Vånevik (650, E22)
- Länsväg H 643: Torp (E22) – Hammarglo (640) – Svartö inkl brygga
- Länsväg H 646: Fliseryd (641, 648, 649) – Lövshult (653) – Knipefloe (E22)
- Länsväg H 648: förbindelseväg norr och söder Fliseryds kyrka (641 – 646)
- Länsväg H 649: Fliseryd (646) – Finsjö – Bohult – Korsvägen (Rv37, Rv47)
- Länsväg H 650: Vånevik (642) – Applerum – Åsavägen
- Länsväg H 653: Påskallavik (642) – Lövshult (646) – Lagmanskvarn (Rv37, Rv47)
- Länsväg H 655: Kronobergs läns gräns vid Stenbrohult (– Lenhovda, G 930) – Grönskåra (125) – Strömsrum (661) – Trändebro (616) – Mjösebo (Rv37)
- Länsväg H 658: Farshultamåla (Rv37) – Gamlehult – St. Klobo (668) – Fågelfors (665)
- Länsväg H 662: Fagerhult (Rv37, 125) – Triabo (Rv23)
- Länsväg H 663: Jönköpings läns gräns vid  Björneström (– Stenberga, F 781) – Misterhult ((Rv23)). Går väst till öst genom Torp, Fridhem, Ånhultaberg och Aggatorp.
- Länsväg H 665: Virserum (Rv23) – Brotorpet (666) – Fågelfors bruk (668) – Fågelfors (658) – Sandslätt (669) – Trippen (Rv37) – Högsby (613)
- Länsväg H 666: Brotorpet (665) – Bösebo (672)
- Länsväg H 667: Berga (673) – Solhöjden
- Länsväg H 668: Fågelfors bruk (665) – St Klobo (658)
- Länsväg H 669: Sandslätt (665) – Forsaryd (670) – Ryningsnäs (Rv34, Rv47)
- Länsväg H 670: Forsaryd (669) – Lillsjödals järnvägsstation
- Länsväg H 671: Försjön (Rv34, Rv47) – Ryningsnäs (669) – Mörlunda (671)
- Länsväg H 672: Virserum (Rv23) – Bösebo (666) – Byerum (674) – Torp (676) – Mörlunda (671)
- Länsväg H 672.01: grenväg mot Tulunda (671)
- Länsväg H 673: St. Hanåsa (Rv37, Rv34) – Berga (678, 667) – Lövhäll (Rv37, Rv34)
- Länsväg H 674: Byerum (672) – Tveta (675) – L Sinnerstad (676)
- Länsväg H 675: väg till Tveta kyrka (674)
- Länsväg H 676: Torp (672) – Lilla Sinnerstad (677, 674) – Gårdveda (Rv23)
- Länsväg H 677: Lilla Sinnerstad (676) – Rosenfors (Rv34, Rv47)
- Länsväg H 678: Berga (673) – Basebo
- Länsväg H 679: Jönköpings läns gräns vid Ulvarp (– Stenberga, F 782) – Virserum (Rv23)
- Länsväg H 680: Jönköpings läns gräns vid Tobro (– Skirö, F 789) – Slagdala – Virserum (Rv23)
- Länsväg H 681: Hultarp (Rv23) – Järnforsen – Videbrovägen (Rv47)
- Länsväg H 682: Gårdveda (Rv23, Rv34, Rv47) – Målilla (Rv23, Rv34, Rv47)
- Länsväg H 683: Jönköpings läns gräns vid Sällevads bro (– Karlstorp, F 889) – Klövdala (Rv47)
- Länsväg H 684: Klövdala (Rv47) – Entsebo – Jönköpings läns gräns vid Nytorp (– Karlstorp, F 903)
- Länsväg H 689: väg till Målilla järnvägsstation (721)
- Länsväg H 690: förbindelseväg i Målilla (Rv23, Rv34, Rv47, 721)
- Länsväg H 697: Kvillerum (Rv34) – Hultsfred (Rv34.01, 699) – Gnöttlerum (711). Genomfart Hultsfred: Södra Storgatan – V. Långgatan – 0. Långgatan
- Länsväg H 698: väg till Hultsfreds flygstn (Rv23, Rv34)
- Länsväg H 699: Hultsfred (697) – Basebo

## 700–799
- Länsväg H 700: Silverdalen (129) – Ekornetorp (Rv23, Rv34)
- Länsväg H 701: Haddarps kvarn (702) – Silverdalen (129)
- Länsväg H 702: Jönköpings läns gräns vid Kvarnö (– Karlstorp, F 904) – Haddarp (703) – Haddarps kvarn (701) – Lönneberga (129)
- Länsväg H 703: Haddarp (702) – Lönneberga kyrka – Jönköpings läns gräns vid Katebo (– Mariannelund, F 923)
- Länsväg H 704: Silverdalen (129) – Silverdalens järnvägsstation
- Länsväg H 706: Jönköpings läns gräns vid Nye bro (– Mariannelund, F 926) – Pelarne kyrka (707) – Pelarne (Rv40)
- Länsväg H 707: Pelarne kyrka (706) – Rostorp – Storebro (708, Rv23, Rv34)
- Länsväg H 708: Storebro (707) – Sjundekvill (Rv23, Rv34)
- Länsväg H 708.01: väg genom Storebro till Storebro järnvägsstation
- Länsväg H 708.02: förbindelseväg mot Vimmerby (Rv23, Rv34)
- Länsväg H 711: Århult (Rv37, Rv47) – Sanden (724) – Kristdala (730, 728, 717) – Vederhult (715) – Versnäs (716) – Främsteby (715) – Vena (713, 712) – Gnöttlerum (697) – Hultsfreds flygstn (Rv23, Rv34)
- Länsväg H 712: Vena (711) – Baggemåla (760)
- Länsväg H 713: Vena (711, 714) – Väderums järnvägsstation – Tuna (760)
- Länsväg H 715: Vederhult (711) – Bjärkhult – Främsteby (711)
- Länsväg H 716: Versnäs (711) – Tälleryd – Ekeby (760)
- Länsväg H 717: Mörlunda (Rv34) – Mörlunda plats (720) – Sörebo (721) – Krokshult – Kristdala (726, 711)
- Länsväg H 718: väg till Mörlunda järnvägsstation (719)
- Länsväg H 719: Mörlunda (671) – Mörlunda järnvägsstation (718) – Mosshult (Rv34)
- Länsväg H 720: Rosenfors (722) – Mörlunda plats (717) – Fagerholm – Bockara (Rv37, Rv47)
- Länsväg H 721: Emmenäs (722) – Målilla (690, 689) – Sörebo (717)
- Länsväg H 722: Rosenfors (Rv34, Rv47, 720) – Emmenäs (721) – Målilla (Rv34, Rv47)
- Länsväg H 723: Möckhults järnvägsstation – Smältebro (Rv37, Rv47)
- Länsväg H 724: Korsvägen (Rv37, Rv47) – Saxtorp (726) – Sanden (711)
- Länsväg H 726: Saxtorp (724) – Kristdala (717)
- Länsväg H 728: Kristdala (711, 730) – Slätbråna (742) – Stenbo (757)
- Länsväg H 730: Dämsvägen i Kristdala (711 – 728)
- Länsväg H 733: Döderhult – Karstorp
- Länsväg H 740: väg till Oskarshamns flygstation (E22)
- Länsväg H 741: Ekkullen (E22) – Skrikebo – Baggetorpskvarn
- Länsväg H 742: Slätbråna (728) – Baggetorp (759) – Fårbo (743)
- Länsväg H 743: trafikplats Fårbo (E22, 742) – Figeholm (744 – 744) – Basteböla (747) – Sandsböla (749) – Klintemåla (752)
- Länsväg H 744: väg genom Figeholm (743 – 745 – 743)
- Länsväg H 747: Basteböla (743) – Späckemåla (749)
- Länsväg H 749: Späckemåla (750, 747) – Mederhult – Sandsböla (743)
- Länsväg H 750: Plittorp (E22) – Späckemåla (749) – Misterhults kyrka (751, 751) – Misterhults säteri (752, 758) – Malbäcken (755, E22)
- Länsväg H 751: väg till och förbi Misterhults kyrka (750 – 750)
- Länsväg H 752: Misterhults säteri (750) – Vällehorva (754) – Klintemåla (743) – Klintemåla brygga
- Länsväg H 754: Vällehorva (752) – Gölghult (755) – Virum (E22)
- Länsväg H 755: Malbäcken (750) – Gölghult (754) – Flivik
- Länsväg H 756: Bjurvik (762) – Mörtfors – Torshult (E22)
- Länsväg H 757: Nygård (E22) – Snarås (758) – Krokstorp (759) – Stenbo (728) – Syserum (760) – Lövsta (762, 761) – Ringsbo (769) – Hjorted (770, 783) – Falsterbo (765) – Häggebotorp (E22)
- Länsväg H 758: Snarås (757) – Misterhults säteri (E22, 750)
- Länsväg H 759: Baggetorp (742) – Krokstorp (757)
- Länsväg H 760: Syserum (757) – Ekeby (716) – Flohult (761) – Tuna kyrka (769) – Tuna (713, 772) – Vibo (770) – Baggemåla (712) – Vimmerby (Älåkra) (826, Rv40)
- Länsväg H 761: Flohult (760) – Bredshult (757)
- Länsväg H 762: Bredshult (757) – Bjurvik (756) – Boarum (769)
- Länsväg H 763: Dalehorva (E22) – Blanka (767, 767) – Blankaholm
- Länsväg H 765: Lebo (766) – Falsterbo (757)
- Länsväg H 766: Bolhult (769) – Lebo (765) – Alstorp (E22)
- Länsväg H 767: Bälö (E22) – Solstadström – Blanka (763) – Slingsö (768) – Häggebotorp (E22)
- Länsväg H 768: Slingsö (767) – Bjulebo – Västrum (790)
- Länsväg H 769: Tuna kyrka (760) – Falla – Ringsbo (757) – Bolhult (766) – Boarum (762) – Bälö (E22)
- Länsväg H 772: Tuna (760) – Spångenäs (770)
- Länsväg H 773: Spångenäs (772) – Östrahult (774) – Frödinge (Rv40)
- Länsväg H 775: Frödinge (Rv40) – Frödingehult – Gröpplesand
- Länsväg H 777: Ämte (782) – Östantorp (778)
- Länsväg H 778: Hökhult (Rv40) – Östantorp (777) – Ämtelid (782)
- Länsväg H 779: Totebo (770) – Tibbhult (780) – Vankom (Rv40)
- Länsväg H 780: Tibbhult (779) – Runhult – Hjorteds hållplats (781) – Björkhult (783)
- Länsväg H 782: Toverum (Rv40) – Orrhult (838) – Ämte (777) – Ämtelid (778) – Grönhult (839) – Laggatorp (840) – Blackstad (842, 784, 784.01) – Hummelstad (846, 847, 785) – Fiskesäter (848) – Kårby (788) – Mösjön (852, 797) – Kungsholm (E22)
- Länsväg H 783: Hjorted (770) – Björkhult (780) – Fagersand (786, Rv40)
- Länsväg H 784: Vankom (Rv40) – Hultserum – Blackstad (782)
- Länsväg H 784.01: grenväg mot Hummelstad (782)
- Länsväg H 785: Ankarsrum (786) – trafikplats Ankarsrum (Rv40) – Hummelstad (782)
- Länsväg H 786: Fagersand (783) – Ankarsrum (785) – Tjursbo (Rv40)
- Länsväg H 788: Torsfall (Rv40) – Fårhults hållplats (789) – Kallernäs (798, 798) – Karby (782)
- Länsväg H 790: Lund (E22, 791) – Västrum (793, 768) – Västrums kyrka – Helgerum
- Länsväg H 791: väg till Gladhammar kyrka (790)
- Länsväg H 792: Lund (E22) – Torsfall (Rv40)
- Länsväg H 793: Västrum (790) – Gunnebo – Verkebäck (807, E22)
- Länsväg H 795: Ringbo (E22) – Valstad (797)
- Länsväg H 797: Verkebäck (807) – Valstad (795) – Svinnersbo (799) – Aveslätt (798) – Hösjön (782)
- Länsväg H 797.01: grenväg mot Västervik (782)
- Länsväg H 798: Kallernäs (788) – Aveslätt (797)
- Länsväg H 798.01: grenväg mot Kårby (788)
- Länsväg H 799: Svinnersbo (797) – Mommehål (802, E22)

## 800–899
- Länsväg H 802: väg till Västerviks flygstation (799)
- Länsväg H 807: väg genom Verkebäck (793, 797, E22)
- Länsväg H 810: Västervik (E22.08) – Piperskärr – Segersgärde – Nygård (867) Genom inre Västervik: Södra Järnvägsgatan – Slottsholmsvägen
- Länsväg H 812: Göreda bro (Rv40) – Rumskulla (813, 816) – Hylta (814) – Halsebo (817) – Djurstorp – Vimmerby (Rv23, Rv34)
- Länsväg H 813: Jönköpings läns gräns vid Karlsbo (– Hornsved, F 1041) – Rumskulla (812)
- Länsväg H 814: Hylta (812) – Ventzelholm (815) – Ydrefors (823) – Östergötlands läns gräns vid Ydrefors (– Ydrefors, E 537)
- Länsväg H 815: Östergötlands läns gräns vid Födekulla (– Svinhult, E 533) – Grönsved – Kulla kvarn (816) – Ventzelholm (814)
- Länsväg H 816: Rumskulla (812) – Kulla kvarn (815)
- Länsväg H 817: Halsebo (812) – Södra Vi (Rv23, Rv34)
- Länsväg H 818: Källekullen (Rv23, Rv34) – Södra Vi (820) – Näshult (Rv23, Rv34)
- Länsväg H 819: Södra Vi järnvägsstation – Södra Vi (818) – Sund (826) – Ungsbo (820) – Djursdala kyrka (821) – Hallersrum (832) – Östergötlands läns gräns vid Råsmanskullen (– Horn, E 657)
- Länsväg H 820: Ungsbo (819) – Djursdala by (821) – Backa (832)
- Länsväg H 821: Djursdala by (820) – Djursdala kyrka (819)
- Länsväg H 822: Vagelhem (Rv23, Rv34) – Gullringen (823) – Björkhult (824) – Östergötlands läns gräns vid Hästbäcken (– Kisa, E 539)
- Länsväg H 823: Fagerdal (814) – Gullringen (822)
- Länsväg H 824: Björkhult (822) – Östergötlands läns gräns vid Långnäs (– Bränntorp, E 541)
- Länsväg H 826: delen Vimmerby (Rv40, 760, 831, 830) – Sund (819) – Ålhult (Rv23, Rv34). Genomfart Vimmerby: Lundgatan, Prästgårdsgatan
- Länsväg H 830: Vimmerby (826) – Snokebo (832). Genomfart Vimmerby: Djursdalavägen
- Länsväg H 831: Vimmerby (826) – Ödestorp (832) – Ljusgölen (836) – Frödinge (837, 834, Rv40). Genomfart Vimmerby: Frödingevägen
- Länsväg H 832: Ödestorp (831) – Snokebo (830) – Backa (820) – Högalund (833) – Hallersrum (819)
- Länsväg H 833: Högalund (832) – Höghult (840)
- Länsväg H 834: väg till Frödinge kyrka (831)
- Länsväg H 836: Ljusgölen (831) – Långvik (840)
- Länsväg H 837: Frödinge (831) – Åkroken (838) – Gårdspånga (840)
- Länsväg H 838: Orrhult (782) – Åkroken (837) – Locknevi (840)
- Länsväg H 839: förbindelseväg vid Grönhult (782 – 840)
- Länsväg H 840: Östergötlands läns gräns vid Höghult (– Horn, E 658) – Höghult (833) – Långvik (836) Locknevi kyrka (841) – Locknevi (838) – Gårdspånga (837) – Grönhult (839) – Laggetorp (782)
- Länsväg H 841: Locknevi kyrka (840) – Björka – Östergötlands läns gräns vid Åninge (– Hycklinge, E 659)
- Länsväg H 841.01: grenväg mot Höghult
- Länsväg H 842: Blackstad (782, 843) – Greby (846) – Hallingeberg (850, 848) – L Oxebo (851) – Smedstorpet (854) – trafikplats Gamleby C (E22) – Gamleby (867)
- Länsväg H 843: Blackstad (842) – Vindekulla (844) – Ogestad (845) – Odensvi (853) – Odensviholm (850, 135)
- Länsväg H 844: Vindekulla (843) – Möckelhult (853) – Västantorp (135)
- Länsväg H 844.01: grenväg mot Odensviholm (135)
- Länsväg H 845: Ogestad (843) – Hjortstad (850)
- Länsväg H 846: Hummelstad (782) – Greby (842)
- Länsväg H 847: Hummelstad (782) – Spånga – Nyhult (848)
- Länsväg H 848: Hallingeberg (842) – Nyhult (847) – Fisksäter (782)
- Länsväg H 849: väg till Hallingebergs kyrka (850)
- Länsväg H 850: Hallingeberg (842) – Hallingebergs kyrka (849) – Hjortstad (845) – Rispetorp (851) – Odensviholm (843)
- Länsväg H 851: Rispetorp (850) – L Oxebo (842)
- Länsväg H 852: Mösjön (782) – Bomtorpet (E22)
- Länsväg H 853: Möckelhult (844) – Odensvi (843)
- Länsväg H 854: Smedstorpet (842) – Ramstad (135)
- Länsväg H 855: Ullevi (E22) – Gamleby (867, 867). Genomfart Gamleby: Östra Ringvägen – Varvsgatan – Loftagatan
- Länsväg H 856: Almviks järnvägsstation (E22) – Almvik – Skvagerfall (E22)
- Länsväg H 856.01: grenväg mot Bomtorpet (E22)
- Länsväg H 857: Östergötlands läns gräns vid Övre Bjurgölen (– Merhult, E 663) – Mulestad – Kulla (135)
- Länsväg H 858: Odensviholm (135) – Ämtöholm (860)
- Länsväg H 859: Fedela (860) – Östergötlands läns gräns vid Fagerdal (– Åtvidaberg, E 681)
- Länsväg H 860: Stångeland (135) – Karlshult (865) – Ämtöholm (858) – Dalhem (864) – Larum (863) – Fedela (859) – Tyllinge – Östergötlands läns gräns vid Drabo (– Björkfors, E 666)
- Länsväg H 863: Larum (860) – Östergötlands läns gräns vid Långgöl (– Broddebo, E 686)
- Länsväg H 864: väg till Dalhems kyrka (860)
- Länsväg H 865: Karlshult (860) – Överum (Rv35)
- Länsväg H 867: Gamleby (855, 842, 135, 855) – Nygård (810) – Nybygget (869) – Lofta (871, 213). Genomfart Gamleby: Västerviksvägen Brogatan – Torget – Loftagatan
- Länsväg H 867.01: väg till Lofta kyrka
- Länsväg H 869: Nybygget (867) – Haga (871)
- Länsväg H 870: väg genom Björnsholm (E22 – 872)
- Länsväg H 871: Lofta (867) – Haga (869) – Åkerholm – Vinö
- Länsväg H 872: Björnsholm (E22) – Överum (Rv35)
- Länsväg H 874: Loftahammars kyrka (213) – Sundby (877) – Vråka (908) – Hulta (909)
- Länsväg H 875: Aleglo (213) – Bredvassa – L Sandared – St Askö – Flatvarp
- Länsväg H 876: Edsbruk (888) – Skedshult (907)
- Länsväg H 877: Stora Fågeltorp (E22) – Hälgenäs (878) – Sundby (874)
- Länsväg H 878: V. Ed (E22) – Hälgenäs (877)
- Länsväg H 882: Överum (Rv35, 884) – Hyllela – Storsjö (885, 886) – Ukna (887, 888)
- Länsväg H 884: Överum (882) – St Björka (885) – V Ed (888)
- Länsväg H 885: St Björka (884) – Storsjö (882)
- Länsväg H 886: väg till Storsjö järnvägsstation (882)
- Länsväg H 887: väg till Ukna prästgård (882)
- Länsväg H 888: Västra Ed (E22, 884) – Edsbruk(876) – Ukna (882, 907) – Tjustad (898) – Nelhammar (889) – Östergötlands läns gräns vid Hyddan (Åtvidaberg, E 731)
- Länsväg H 889: väg till Nelhammars järnvägsstation (888)
- Länsväg H 898: Tjustad (888) – Östergötlands läns gräns vid Högberget (– Hannäs, E 727)

## 900–999
- Länsväg H 907: Ukna (888) – Skedshult (914, 876) – Ravenäs (E22)
- Länsväg H 908: Vråka (874) – Östergötlands läns gräns vid Oltorp (– Skeppsgården, E 802)
- Länsväg H 909: Skarpinge (E22) – Hulta (874) – Melby (911) Ålötterna (910) – Östergötlands läns gräns vid Ålötterna (– Långrodna, E 797)
- Länsväg H 910: Gruvdalen (E22) – Ålötterna (909)
- Länsväg H 911: Melby (909) – Östergötlands läns gräns vid Melby (– Skeppsgården, E 817)
- Länsväg H 914: Skedshult (907) – Öndal
- Länsväg H 924: Ölands södra udde – Ottenby (136, 925)
- Länsväg H 925: Ottenby (136, 924) – Eketorp (927) – Gammalsby (929) – Torngård (930) – Alby (939) – Brunneby (940) – Sandby (954) – Gårdby (955) – Dörby (968) – Norra Möckleby (957) – Lopperstad (962) – Runstens kyrka (963) – Långlöts kyrka (967) – Södra Gärdslösa (966) – Störlinge (974) – Sörby (975, 973) – Lindby (970) – Räpplinge (971) – Kungs Ladugård (136) (– Borgholm)
- Länsväg H 925.01: Norra Möckleby (957) – väg till och förbi Norra Möckleby kyrka
- Länsväg H 926: Grönhögens hamnväg (136)
- Länsväg H 927: Grönhögen (136) – Eketorp (925)
- Länsväg H 929: Gammalsby (925) – Gräsgårds fiskehamn
- Länsväg H 930: Södra Möckleby (136) – Torngård (925)
- Länsväg H 931: Södra Möckleby (136) – Degerhamn – St Smedby (932) – Bjärby (136)
- Länsväg H 932: St Smedby (931) – Smedby kyrka (136)
- Länsväg H 934: Kastlösa bygatan (136)
- Länsväg H 939: Bårby (136) – Alby (925)
- Länsväg H 940: Resmo (136) – Brunneby (925)
- Länsväg H 942: Risinge – Mörbylånga (136.01)
- Länsväg H 943: Mörbylånga (136.01) – Kleva (948) – St Frö (944) – Färjestaden (952, 951, 953) – trafikplats Färjestaden (137, 958)
- Länsväg H 944: St Frö (943) – Vickleby (136)
- Länsväg H 948: Kleva (943) – Resmo kyrka (136)
- Länsväg H 951: Björnhovda (136) – Färjestaden (943)
- Länsväg H 952: förbindelseväg (Gamla Storgatan) i Färjestaden (943 – 951)
- Länsväg H 953: förbindelseväg (Brandstationsgatan) i Färjestaden (943 – 951)
- Länsväg H 954: väg till Sandby kyrka (925)
- Länsväg H 955: Gårdby (925) – Tveta (957)
- Länsväg H 957: Björnhovda (136) – Tveta (955, 961) – Norra Möckleby (925)
- Länsväg H 958: trafikplats Färjestaden (943, 137) – Röhälla – Glömminge (136)
- Länsväg H 959: väg genom Isgärde by (136 – 964 – 136)
- Länsväg H 960: trafikplats Algutsrum (136) – Algutsrums kyrka (961) – Holmetorp – Jordtorp
- Länsväg H 961: Tveta (957) – Algutsrums kyrka (960) – Ulricedal (136)
- Länsväg H 962: Glömminge (136) – Gillsättra – Spjutterum (963) – Lopperstad (925)
- Länsväg H 963: Spjutterum (962) – Runstens kyrka (925)
- Länsväg H 964: Isgärde (959) – St Rör (965)
- Länsväg H 965: St Rörs hamnplan – St Rör (964) – Rälla (136)
- Länsväg H 966: Rälla (136) – Nyttorp (967) – Sättra (970) – S Gärdslösa (925)
- Länsväg H 967: Nyttorp (966) – Ismantorp – Långlöts kyrka (925)
- Länsväg H 967.01: Ismantorp – Ismantorps fornborg
- Länsväg H 968: Dörby (925) – Hagby
- Länsväg H 970: Sättra (966) – Lindby (925)
- Länsväg H 971: Halltorp (136) – Räpplinge (925)
- Länsväg H 973: Sörby (925) – Köpingsvik (979)
- Länsväg H 974: Störlinge (925) – Tjusby (975) – Bredsätra (977) – Egby (978) – Laxeby (979) – Löt (981) – Torparehorva (976) – Törnstubbe (982) – Föra kyrka (983) – Föra (136)
- Länsväg H 975: Sörby (925) – Tjustby (974)
- Länsväg H 976: Torparehorva (974) – Kårehamn
- Länsväg H 977: Bredsätra (974) – Öjkroken (978) – Kalleguta (979) – St Haglunda (981)
- Länsväg H 978: Källingemöre (979) – Öjkroken (977) – Egby (974)
- Länsväg H 979: Köpingsvik (136, 973) – Källingemöre (978) – Kalleguta (977) – Laxeby (974)
- Länsväg H 980: Knäppinge (981) – Alböke kyrka – Ormöga (136)
- Länsväg H 981: Löt (974) – St Haglunda (977) – Knäppinge (980, 136)
- Länsväg H 982: Stacketorp (136) – Törnstubbe (974)
- Länsväg H 984: Södvik (136) – Sandvik (986)
- Länsväg H 985: Södvik (136) – Persnäs kyrka
- Länsväg H 986: Sandviks hamn – Sandvik (984) – Stenninge (136)
- Länsväg H 988: Källa (136) – Källa hamn
- Länsväg H 989: Alvedsjöbodar – Högby (990, 136)
- Länsväg H 990: Löttorp (989) – Byrum – Böda (136)
- Länsväg H 991: Munketorp (136) – Vedborm
- Länsväg H 992: väg till Böda fiskehamn (136)
- Länsväg H 993: Mellby (136) – Grankulla – Nabbelund (136)
- Länsväg H 994: Stora Mossen (136) – Hunderum – Byxelkrok (136)

## 1000–1099
- Länsväg H 1000: Kronobergs läns gräns vid Flatsjön (– Yxnanäs, G 789) – Rammsjö (1001) – Totamåla (120)
- Länsväg H 1001: Rammsjö (1000) – Kronobergs läns gräns vid Runnamåla (– Rävemåla G 792)
- Länsväg H 1002: Kronobergs läns gräns vid Målen (– Fagrasjö, G 814) – Råamåla (120, 520, 1003)
- Länsväg H 1003: Råamåla (120, 520, 1002) – Gubbemåla (1004) – Kronobergs läns gräns vid Studsmåla (– Lessebo, G 819)
- Länsväg H 1004: Kronobergs läns gräns vid Gubbemåla (– Gubbemåla, G 817) – Gubbemåla (1003)
- Länsväg H 1005: Långasjö (120) – Kronobergs läns gräns vid Nickalycke (– Åkerby) (G 824)
- Länsväg H 1006: Brunamåla (120, 1008) – Moshult (1007) – Högahult (1011)
- Länsväg H 1007: Kronobergs läns gräns vid Kvarntorpet (– Moshult, G 822) – Moshult (1006)
- Länsväg H 1008: Brunamåla (1006) – Trollagärde (Rv28)
- Länsväg H 1009: Trollagärde (Rv28) – Broakulla/Johansfors (1010) – Bialite (1013)
- Länsväg H 1010: Bruksgatan i Johansfors (1009)
- Länsväg H 1011: Kronobergs läns gräns vid Askaremåla (– Skruv, G 821) – Bökevara (1012) – Högahult (1006) – Bialite (Rv28)
- Länsväg H 1012: Bökevara (1011) – Eriksmåla (Rv25)
- Länsväg H 1013: Bialite (Rv28) – Algutsboda (Rv25)
- Länsväg H 1014: Algutsboda (1015) – Fiskesjö (547)
- Länsväg H 1015: Algutsboda (Rv25, 1014) – Hermanstorp (547) – Sjöbo (Rv31)
- Länsväg H 1017: Kronobergs läns gräns vid Muggehult (– Kosta, G 838) – (Rv31)
- Länsväg H 1018: väg till Hälleberga kyrka (1019)
- Länsväg H 1019: Gullaskruv (Rv31) – Hälleberga (1018, Rv31)
- Länsväg H 1020: Målerås (Rv31) – Kronobergs läns gräns vid Mårtensryd (– Alsterfors, G 946)
- Länsväg H 1021: Orrefors (571) – Kronobergs läns gräns vid Bredaryd (– Fröseke, G 949)

## 1200–1299
- Länsväg H 1280: Trollhättevägen – Esplanaden – Köpmangatan i Mörbylånga (136.01) – Järnvägsgatan